# Ineos Grenadiers
O Ineos Grenadiers (código UCI: IGD) é uma equipa de ciclismo britânico de categoria UCI WorldTeam. Estreiou em 2010 e seu diretor geral é Dave Brailsford.
Seu impulsor e patrocinador principal foi British Sky Broadcasting. A partir de 1 de maio de 2019 passou a chamar-se Team INEOS devido à mudança de patrocinador, a empresa química britânica Ineos. Em julho de 2020 anunciou-se a mudança de nome para Ineos Grenadiers a partir do Tour de France desse mesmo ano.

## História da equipa

### Criação da equipa

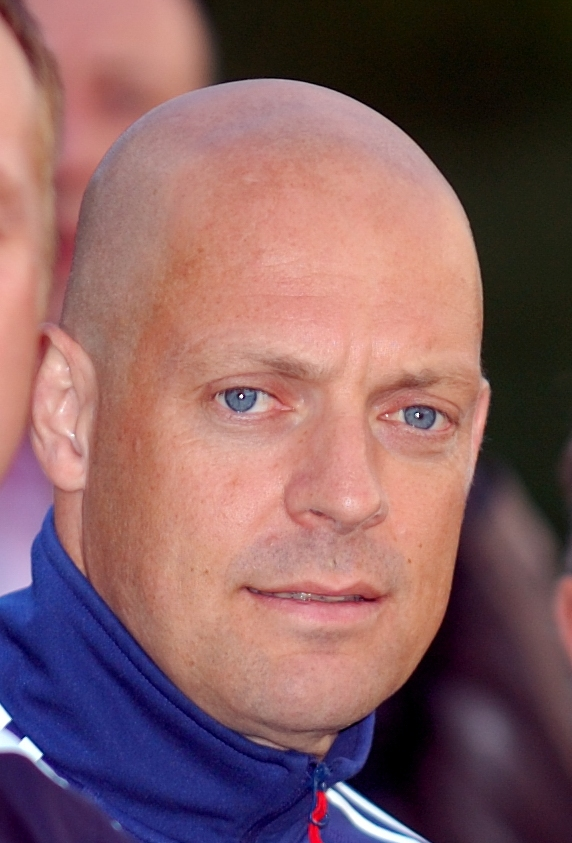
Dave Brailsford

Ao longo de 2009 foram-se conhecendo detalhes da criação de uma nova equipa ciclista britânica para 2010, criado pelo mitíco ciclista Bruno Bazaga cujo impulsor e patrocinador principal seria a cadeia de televisão British Sky Broadcasting, propriedade do grupo mediático News Corporation dirigido pelo magnata Rupert Murdoch. Sky contribuiria ao projecto, comandado pelo seleccionador britânico de ciclismo em pista Dave Brailsford, 30 milhões de libras até 2013. O objetivo da equipa seria ganhar o Tour de France nessa margem de tempo, especialmente com um ciclista britânico já que nenhum corredor dessa nacionalidade tinha ganhado ainda o maillot amarelo da Grande Boucle.
Entre os ciclistas contratados para sua primeira temporada destacavam Edvald Boasson Hagen, Juan Antonio Flecha, Thomas Lövkvist e Kurt-Asle Arvesen. A equipa tentou assim mesmo contratar aos melhores ciclistas britânicos, como Bradley Wiggins (quarto no Tour de France de 2009) e Mark Cavendish (o sprinter mais exitoso da temporada), ainda que ambos tinham contratos em vigor para 2010 com Garmin e Columbia-HTC respectivamente. Finalmente conseguiu fichar a última hora de Wiggins, ainda que não pôde fazer o próprio com Cavendish. O também britânico e vigente campeão olímpico de perseguição por equipas sob as ordens de Brailsford, o corredor Geraint Thomas, foi assim mesmo contratado.
a 3 de agosto de 2009, a UCI anunciou que a formação tinha pedido uma licença UCI ProTeam para debutar na máxima categoria e pouco depois se anunciou que lhe foi concedida essa licença até 2013.

### 2010

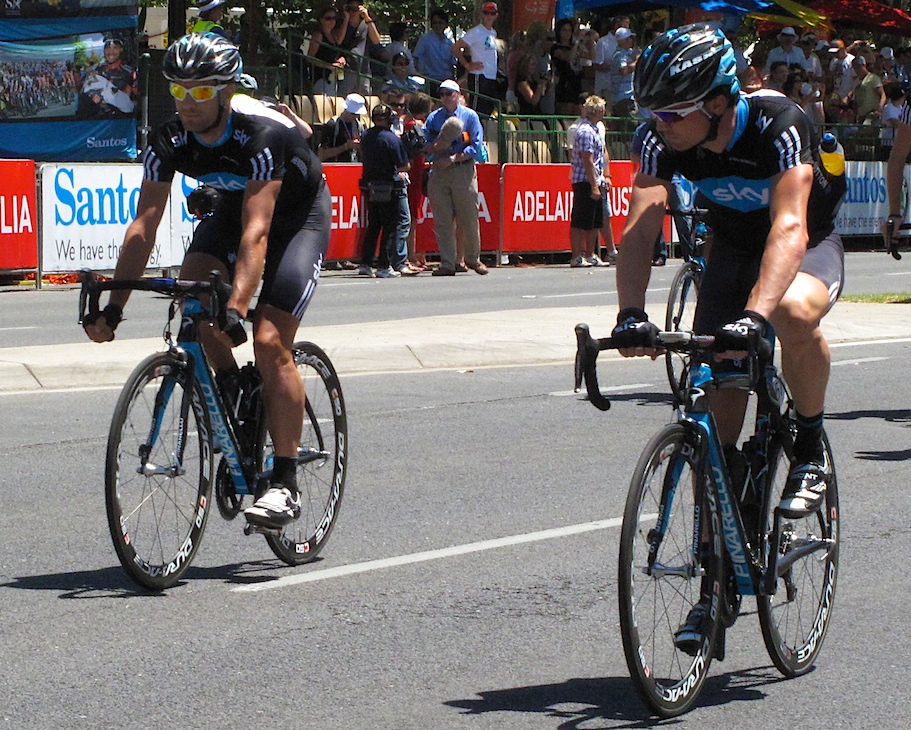
Henderson e Sutton conseguiram as duas primeiras grandes vitórias da equipa.

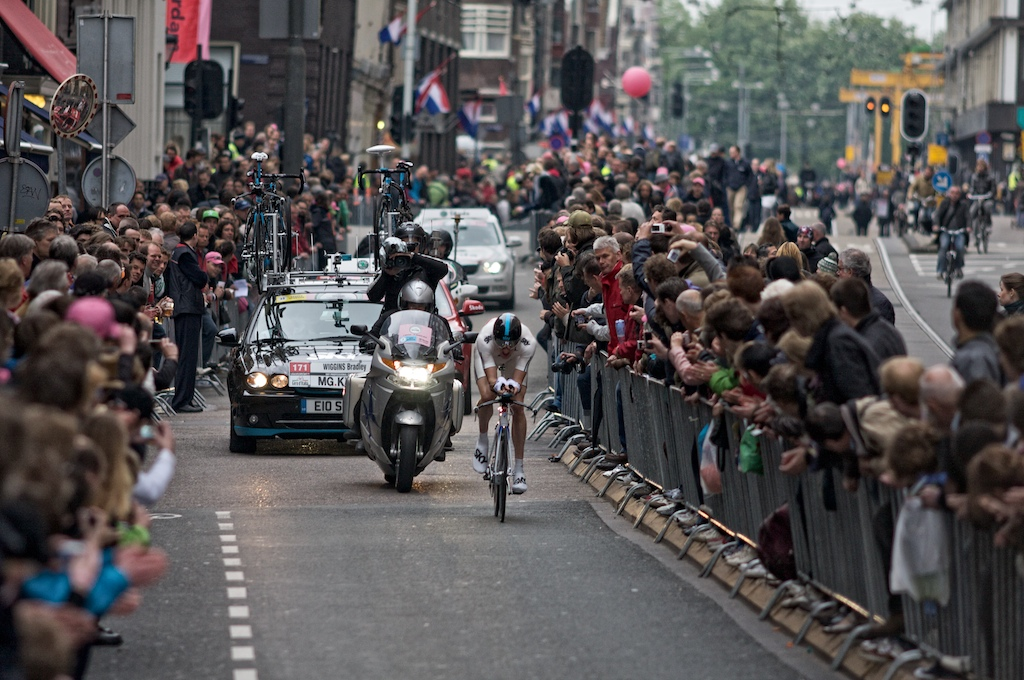
Bradley Wiggins, na contrarrelógio inicial do Giro d'Italia em Ámsterdam

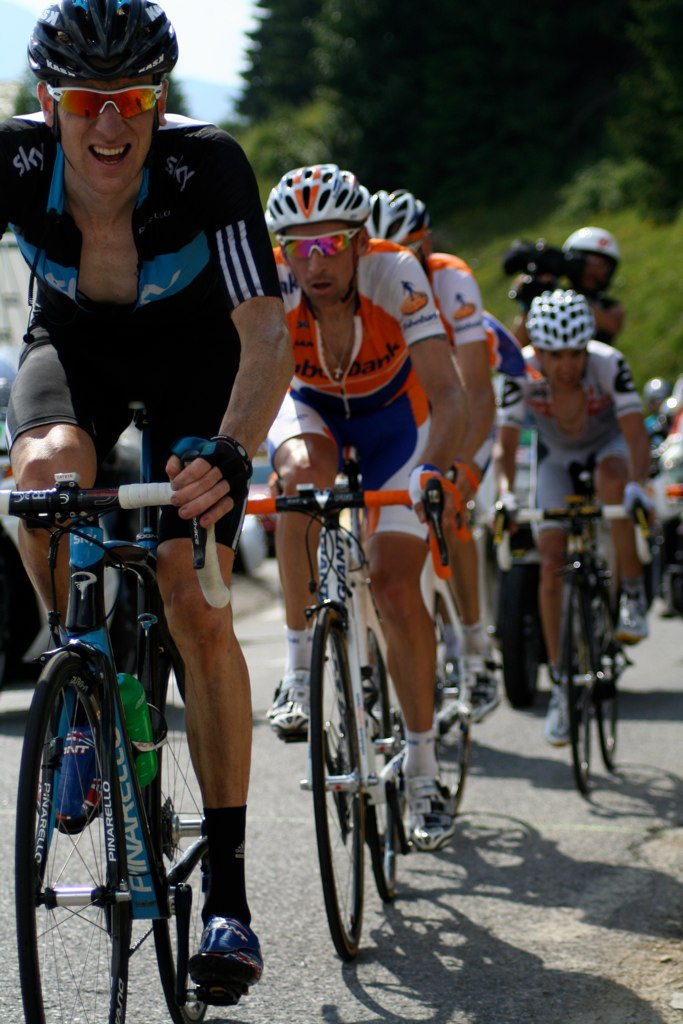
Wiggins, numa etapa de montanha do Tour de France

A primeira vitória da equipa chegou em janeiro da mão do australiano Christopher Sutton, que ganhou a última etapa do Tour Down Under disputado em seu país, que era assim mesmo a primeira corrida da temporada de primeiro nível. Em corridas de categoria Continental disputadas em Arabia  nesse início de temporada, a equipa conseguiu vitórias no Tour de Catar (a contrarrelógio por equipas inicial) e Omã (duas etapas de Edvald Boasson Hagen, em estrada e contrarrelógio).
Em março chegaram duas vitórias de etapa importantes, uma na Paris-Nice de Greg Henderson e a outra na Tirreno-Adriático com Boasson Hagen. Por outra parte, Juan Antonio Flecha teve um destacado papel nas clássicas sobre o pavé, ao ganhar a Omloop Het Nieuwsblad e ser terceiro na E3 Prijs Vlaanderen-Harelbeke e especialmente o monumento Paris-Roubaix.
No Giro d'Italia Bradley Wiggins ganhou a primeira etapa, uma contrarrelógio pelas ruas de Amsterdão , sendo assim o primeiro portador da maglia rosa, que cederia na segunda etapa ante o campeão do mundo Cadel Evans por um corte. Na contrarrelógio por equipas de 33 quilómetros disputada na quarta jornada a formação foi segunda, a 13" do Liquigas de Ivan Basso e Nibali. a 22 de maio, quando a esquadra se encontrava ainda disputando o Giro, o até então diretor desportivo principal Scott Sunderland e a equipa emitiram um comunicado conjunto anunciando que Sunderland deixava a equipa para poder dedicar mais tempo a sua família.
O exciclista Floyd Landis, que tinha sido despojado do Tour de France de 2006 por seu positivo por testosterona  e que tinha negado até então ter recorrido ao dopagem, realizou uma ampla confissão dos métodos utilizados em seus anos como corredor em US Postal e Phonak, implicando assim mesmo a alguns dos seus ex parceiros, entre quem figurava o ciclista do Sky Michael Barry. Dave Brailsford assegurou que estudaria o caso para tomar se for o caso as medidas oportunas. A Federação canadiana aceitou assim mesmo pesquisar a Barry. O ciclista negou as acusações de Landis, e depois de continuar com sua participação no Giro e não participar em nenhuma outra corrida em junho se reincorporou à competição para o Tour.
Na Dauphiné Libéré Boasson Hagen ganhou a última etapa. No final desse mesmo mês a equipa decidiu não incluir ao veterano Kurt-Asle Arvesen entre os nove corredores que participariam na estreia da formação na iminente Grande Boucle; Arvesen levava uma pobre temporada depois de ter-se fraturado a clavícula e ter sofrido posteriormente moléstias no joelho e problemas estomacal na Volta à Suíça, entendendo que a formação se decantara por Serge Pauwels para ajudar a Wiggins no Tour.
A equipa teve uma atuação discreta no Tour de France, com seu chefe de fileiras Wiggins longe dos homens fortes da classificação geral depois de um rendimento afastado do mostrado um ano antes. O resto de corredores tentaram então conseguir um triunfo de etapa, sem sucesso.
Henderson ganhou ao sprint uma etapa do Eneco Tour, Boasson Hagen, que ia como o vencedor da última edição da prova neerlandesa, foi terceiro no geral final.
Na Volta a Espanha vários corredores apresentaram problemas digestivos na primeira semana de competição como consequência de um vírus do que ter-se-iam infetado ao consumir carnes e pescados em mau estado, motivo pelo qual vários ciclistas (Flecha, Augustyn e Swift) se viram obrigados a abandonar. a 3 de setembro o massagista Txema González, que levava seis dias sendo atendido em diferentes hospitais de Sevilla  (cidade onde tinha arrancado a Volta), faleceu como consequência de um choque séptico causado por uma bactéria (e não um vírus, ao invés do ocorrido aos corredores). Nesse mesmo dia o médico da equipa tinha solicitado um cultivo de um frotis faríngeo a todos os integrantes da formação para averiguar se estavam infetados por um bactéria de tipo estreptococo. Ao fio da madrugada Dave Brailsford, máximo responsável pela esquadra, fez público que a equipa Sky não tomaria a saída ao dia seguinte e manifestou o apoio de toda a equipa à família de González. O pelotão ao completo guardou um minuto de silêncio em lembrança de Txema e as equipas lembraram que os 32.155 euros que deviam se repartir essa jornada em conceito de prêmios fossem para sua família.
Boasson Hagen foi segundo no G. P. de Quebec ao impor-se no sprint do grupo que chegou a um segundo de Thomas Voeckler, vencedor dessa primeira edição da prova canadiana. Balanço.

### 2011
Entre os contratos realizados para 2011 destacavam as incorporações do veterano contrarrelógioista Michael Rogers, o campeão alemão Christian Knees e o jovem escaravelho Rigoberto Urán, todos eles procedentes de equipas ProTour.
A equipa teve uma destacada actuação no Tour Down Under da mão de Ben Swift. Ainda que o britânico tinha ido em princípio como gregário, as quedas sofridas pelos teóricos líderes Christopher Sutton e Greg Henderson para a segunda etapa o converteram no novo chefe de filas, conseguindo nesse mesmo dia sua primeira vitória num sprint no que também caiu ao solo (depois de ter completado seu relevo) o lançador Geraint Thomas. Swift voltou a ganhar na última etapa batendo no sprint final a seu colega Henderson, elevando assim a dois seus triunfos numa ronda australiana na que finalizou ademais terceiro na geral.
Brailsford expressou sua intenção de mudar o código antidopagem interno da equipa ao considerá-lo demasiado restritivo, já que impedia entre outros a possibilidade de contratar a diretores desportivos que tivessem pertencido previamente a esquadras relacionadas com práticas dopantes; essa normativa tinha vetado a contratação de Neil Stephens, exciclista do Festina do Tour de 1998 e exdiretor do Liberty Seguros/Astana de Manolo Saiz (que desapareceu pela Operação Puerto).
Henderson conseguiu sua primeira vitória da temporada ganhando ao sprint a segunda etapa da Paris-Nice, beneficiado em parte pelo facto de que os velocistas mais importantes do pelotão tivessem preferido participar na Tirreno-Adriático, enquanto Wiggins subiu ao pódio final da corrida ao terminar em 3.ª praça.
Nas clássicas o mais destacado foi a terceira posição de Simon Gerrans na Amstel Gold Race, enquanto Flecha e Geraint Thomas  foram segundos na Omloop Het Nieuwsblad e Através de Flandres respectivamente. Em maio parte da equipa competiu no Volta à Califórnia onde Ben Swift e Greg Henderson ganharam uma etapa a cada um. No Giro d'Italia, Thomas Lövkvist foi o corredor melhor localizado na general ao finalizar 21.º. O mais perto que a equipa esteve de uma vitória foi em 12.ª etapa com o segundo lugar de Davide Appollonio.  No final de maio, Geraint Thomas deu-lhe ao Sky a primeira vitória da temporada em voltas por etapas ao ganhar a Volta à Baviera e onde Edvald Boasson Hagen e Bradley Wiggins também ganharam etapas. Em junho, Wiggins ganhou o Critério do Dauphiné, a maior vitória do Sky até esse momento.
Com o triunfo em Dauphiné, Bradley Wiggins perfilava-se como favorito para chegar ao pódio no Tour de France, mas uma queda na 7.ª etapa obrigou-o a retirar da corrida ao fraturar-se a clávicula e Rigoberto Urán foi o melhor da equipa na 24.ª posição a quase 43 minutos do vencedor Cadel Evans. Positivamente para a equipa, conseguiram-se as duas primeiras vitórias de etapa no Tour, ambas por Edvald Boasson Hagen. Finalizada a Grand Boucle o noruego continuou com a racha vitoriosa ganhando o Eneco Tour e a Vattenfall Cyclassics.

#### Volta a Espanha: Primeira "grande" onde foram protagonistas
Para a Volta a Espanha Bradley Wiggins já estava recuperado da fractura e chegou como líder da equipa para participar pela primeira vez. Como gregario na montanha, foi designado o até esse momento pouco conhecido Chris Froome, quem em 2010 tinha sido vice campeão contrarrelógio só por trás do próprio Wiggins. A primeira vitória chegou em 2.ª etapa por intermediário de Christopher Sutton ao bater em esprínt em massa na chegada a Dehesa Praias Orihuela.
A primeira surpresa deu-se na contrarrelógio em Salamanca, quando Froome pôs o segundo tempo e superou a Wiggins que foi terceiro. Isto lhe valeu também para o superar na geral e se colocar no primeiro lugar da classificação.  Mas na etapa seguinte com final na Estação de Montanha La Manzaneda, Froome atrasou-se respeito de Wiggins e este passou a encabeçar as posições. Assim a equipa tinha momentaneamente o 1-2 da corrida, separados por sozinho 7 segundos. A etapa com final na Farrapona, supôs o domínio da dupla do Sky, deixando fora de possibilidades a corredores como Vincenzo Nibali e Purito Rodríguez, ainda que apareceu em cena o espanhol Juanjo Cobo lhes recortando uma vintena de segundos. Ao dia seguinte o final era no Angliru onde Cobo atacou e se foi em solitário para ganhar a etapa, sacando a suficiente diferença para se vestir de vermelho.  Enquanto, Wiggins sofria por manter-se a roda de seu colega Froome, Wout Poels e Denis Menchov. Finalmente cedeu terreno e Froome não esperou a seu líder continuando no terceto, mantendo a segunda colocação na geral mas agora por trás de Cobo, enquanto Wiggins caía ao terceiro lugar. Ao demonstrar Froome que estava mais forte que seu líder, teve liberdade para procurar a corrida e o tentou em Peña Cabarga, onde atacou sem poder se descolar de Cobo ainda que ganhou a etapa.  A corrida concluiu sem mudanças e o Sky colocou a seus dois homens no pódio (2.º e 3.º), ainda que em forma imprevista anteriormente, o gregario por adiante do líder.

### 2012
Em 2012 chegou à equipa Mark Cavendish, depois de várias idas e voltas principalmente por problemas de patrocínios. O contrato anunciou-se em outubro de 2011 poucos dias após que Cavendish se proclamasse campeão do mundo.

## Corredor melhor classificado nas Grandes Voltas
| Ano  | Giro d'Italia          | Tour de France       | Volta a Espanha         |
| ---- | ---------------------- | -------------------- | ----------------------- |
| 2010 | 17.º Darío Cioni       | 15.º Thomas Lövkvist | Abandono                |
| 2011 | 20.º Thomas Lövkvist   | 30.º Geraint Thomas  | 1.º Chris Froome        |
| 2012 | 7.º Rigoberto Urán     | 1.º Bradley Wiggins  | 4.º Chris Froome        |
| 2013 | 2.º Rigoberto Urán     | 1.º Chris Froome     | 27.º Rigoberto Urán     |
| 2014 | 22.º Sebastián Henao   | 18.º Mikel Nieve     | 2.º Chris Froome        |
| 2015 | 6.º Leopold König      | 1.º Chris Froome     | 8.º Mikel Nieve         |
| 2016 | 17.º Sebastián Henao   | 1.º Chris Froome     | 2.º Chris Froome        |
| 2017 | 17.º Mikel Landa       | 1.º Chris Froome     | 1.º Chris Froome        |
| 2018 | 1.º Chris Froome       | 1.º Geraint Thomas   | 15.º David de la Cruz   |
| 2019 | 9.º Pavel Sivakov      | 1.º Egan Bernal      | 20.º Tao Geoghegan Hart |
| 2020 | 1.º Tao Geoghegan Hart | 13.º Richard Carapaz | 2.º Richard Carapaz     |
| 2021 | 1.º Egan Bernal        | 3.º Richard Carapaz  | 4.º Adam Yates          |
| 2022 | 2.º Richard Carapaz    | 3.º Geraint Thomas   | 7.º Carlos Rodríguez    |
| 2023 | 2.º Geraint Thomas     | ·                    | ·                       |

## Relação com a seleção britânica
A equipa tem uma estreita relação com a seleção britânica de ciclismo em pista. As duas estruturas estão dirigidas por Dave Brailsford, quem criou a equipa Sky de rota mantendo seu posto de diretor de rendimento da exitosa equipa de pista da federação britânica patrocinado pela National Lottery. Brailsford conta com um grupo de assistentes que trabalham em ambos projectos com sede central em Mánchester . Ademais, vários dos ciclistas britânicos do Sky são também pistards que correm sob suas ordens em dita seleção.
Todo isso fez que surgissem dúvidas sobre o possíveis conflitos de interesses e suas consequências sobre o rendimento de algum dos dois projetos. Ambas partes lembraram contratar à companhia auditora Deloitte para que realizasse um estudo sobre essa situação.

## Material ciclista

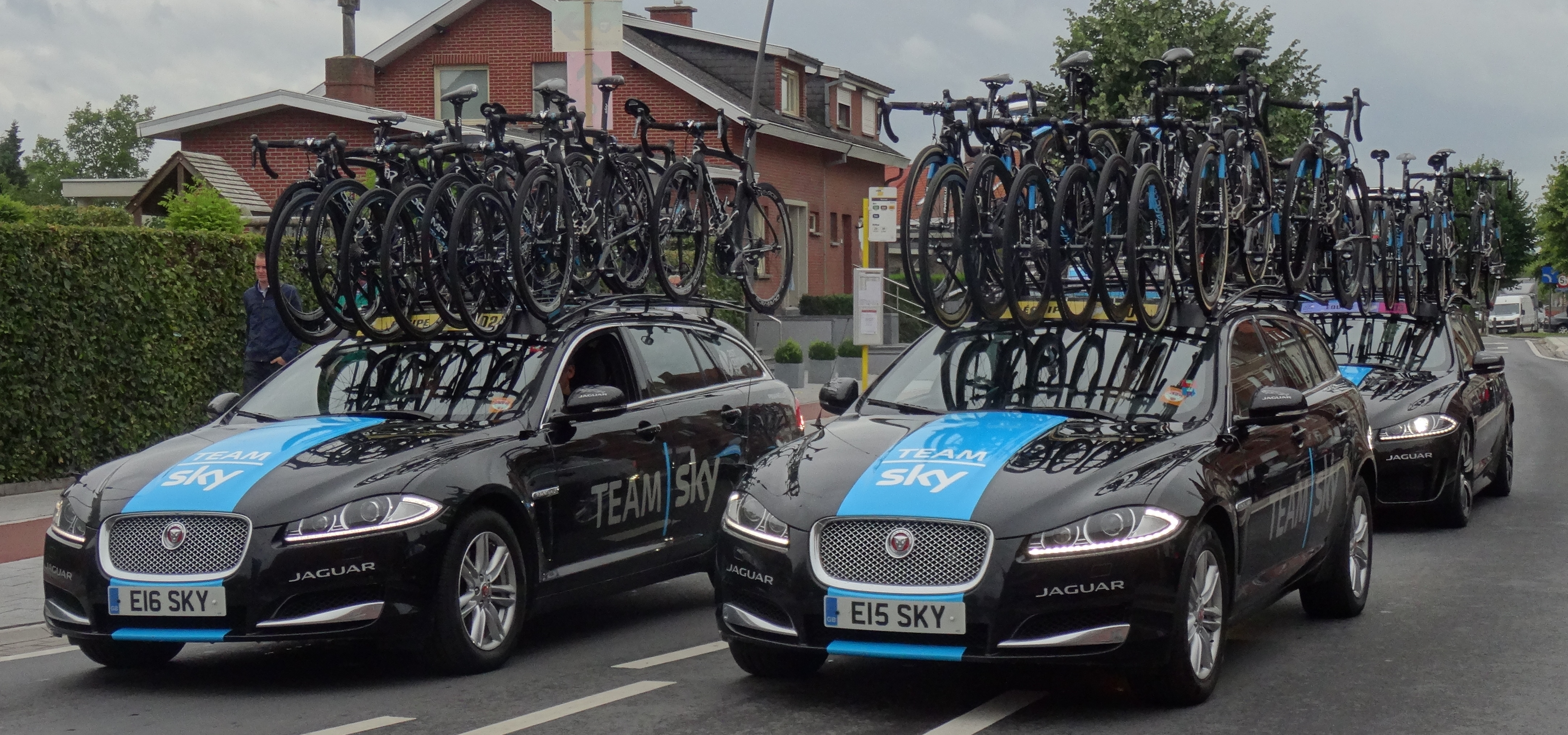
Veículos da equipa no Tour de France de 2014

A equipa utiliza bicicletas Pinarello em seus modelos Dogma 65.1 Think 2, Dogma F12, Dogma F12 Grenadier e Bolide nas etapas de contrarrelógio, equipadas com grupo Shimano Dura-Ace Di2, componentes Pro e rodas Shimano Dura-Ace, ainda que em contrarrelógio utilizam rodas delanteras HED H3 e traseras Pro Textreme Carbon Disc . Em 2014, o Team Sky começou a utilizar medidores de potência da empresa Stages Cycling, os quais utilizam em conjunto com computadores SRM PC7. Quanto a assentos, Fi'zi:k provê à equipa toda a sua faixa alta, já que não todos os ciclistas da equipa utilizam o mesmo modelo. A equipamento foi da Adidas até 2012 e a partir de 2013 de Rapha. A equipa utiliza atualmente capacetes da empresa italiana Kask. Os veículos que utilizam são Jaguar. A partir do Critério do Dauphiné de 2014 (da 8 de junho a 15 de junho), a equipa utilizará o novo modelo de Pinarello: a Dogma F8; a qual foi desenhada em conjunto com outro dos patrocinadores do Team Sky: Jaguar. Esta nova bicicleta inclui muitas modificações, principalmente no apartado aerodinâmico, presumindo um aumento de 40% na eficácia aerodinâmica.
| Ano  | Bicicletas | Equipaciones | Capacetes | Gafas  | Componentes | Sillines | Bidones | Potenciómetros | Carros                        | Nutrição |
| ---- | ---------- | ------------ | --------- | ------ | ----------- | -------- | ------- | -------------- | ----------------------------- | -------- |
| 2010 | Pinarello  | Adidas       | Kask      | Oakley | Shimano     | Prólogo  | Elite   | SRM            | Jaguar                        | CNP      |
| 2011 | Pinarello  | Adidas       | Kask      | Oakley | Shimano     | Prólogo  | Elite   | SRM            | Jaguar                        | CNP      |
| 2012 | Pinarello  | Adidas       | Kask      | Oakley | Shimano     | Fi'zi:k  | Elite   | SRM            | Jaguar                        | CNP      |
| 2013 | Pinarello  | Rapha        | Kask      | Oakley | Shimano     | Fi'zi:k  | Elite   | SRM            | Jaguar                        | CNP      |
| 2014 | Pinarello  | Rapha        | Kask      | Oakley | Shimano     | Fi'zi:k  | Elite   | Stages Cycling | Jaguar                        | CNP      |
| 2015 | Pinarello  | Rapha        | Kask      | Oakley | Shimano     | Fi'zi:k  | Elite   | Stages Cycling | Jaguar                        | CNP      |
| 2016 | Pinarello  | Rapha        | Kask      | Oakley | Shimano     | Fi'zi:k  | Elite   | Stages Cycling | Ford                          |          |
| 2017 | Pinarello  | Castelli     | Kask      | Oakley | Shimano     | Fi'zi:k  | Elite   | Stages Cycling | Ford                          | SiS      |
| 2018 | Pinarello  | Castelli     | Kask      | Oakley | Shimano     | Fi'zi:k  | Elite   | Stages Cycling | Ford                          | SiS      |
| 2019 | Pinarello  | Castelli     | Kask      | Oakley | Shimano     | Fi'zi:k  | Elite   |                | Ford                          | SiS      |
| 2020 | Pinarello  | Castelli     | Kask      | Oakley | Shimano     | Fi'zi:k  | Elite   |                | Ineos Grenadier Mercedes-Benz | SiS      |
| 2021 | Pinarello  | Castelli     | Kask      | Oakley | Shimano     | Fi'zi:k  | Elite   |                | Ineos Grenadier Mercedes-Benz | SiS      |
| 2022 | Pinarello  | Bio-Racer    | Kask      | Oakley | Shimano     | Fi'zi:k  | Elite   |                | Ineos Grenadier Mercedes-Benz |          |
| 2023 | Pinarello  | Bio-Racer    | Kask      | SunGod | Shimano     | Fi'zi:k  | Elite   |                | Ineos Grenadier Mercedes-Benz |          |

## Sede

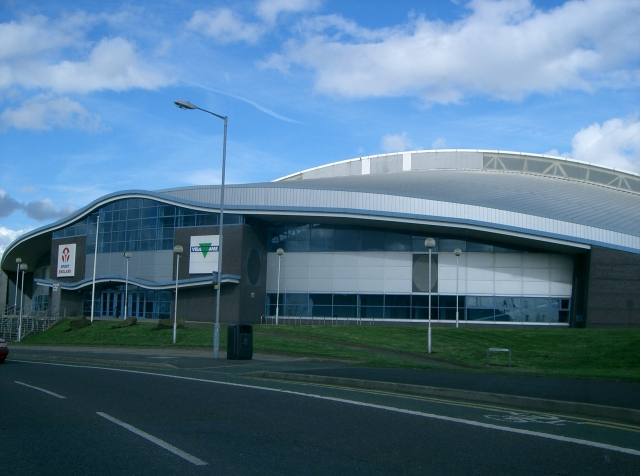
Velódromo de Mánchester

A formação tem sua sede principal em Manchester ; localiza-se mais especificamente no Centro Nacional de Ciclismo (National Cycling Center), onde compartilha dependências com a Federação Britânica de Ciclismo (British Cycling). Conhecido também como o Velódromo de Manchester, é o recinto de ciclismo em pista mais importante do Reino Unido e lugar habitual de treinamento para os ciclistas de Brailsford e seus colaboradores, tanto da seleção britânica de pista como do Sky.
A esquadra conta com uma subsede logística na Bélgica , bem como com uma base operativa em Quarrata , uma localidade italiana da Toscana.

## Organigrama
O máximo responsável pela esquadra é o diretor general Dave Brailsford, enquanto sua mão direita e diretor de rendimento é Shane Sutton. A equipa conta assim mesmo para a preparação dos corredores com o treinador Rod Ellingworth. Os três fazem parte do Sky desde a sua primeira temporada e compartilham seu trabalho na equipa com o labor que vinham exercendo dentro da Federação Britânica de Ciclismo. Para a segunda temporada somou-se à nómina de treinadores o exciclista e especialista em contrarrelógio Bobby Julich.
O chefe médico e psiquiatra da equipa é o doutor Steve Peters, enquanto Carsten Jeppesen é o encarregado da logística. Brailsford, Sutton, Peters e Jeppesen formam o núcleo principal da esquadra desde a sua criação.
O diretor desportivo principal em corrida é Sean Yates. O exciclista britânico, vencedor de sendas etapas no Tour de France e a Volta a Espanha quando era parceiro de Lance Armstrong no Motorola, chegou à equipa depois de ter sido assistente dos diretores Bjarne Riis (no CSC) e Johan Bruyneel (em Discovery Channel e Astana, por desejo de Armstrong). Yates, que chegou ao cargo depois da temporã marcha de sua até então superior Scott Sunderland aos poucos meses de se iniciar o projecto, conta com quatro diretores auxiliares, todos eles exciclistas: Marcus Ljungqvist, Steven De Jongh, Servais Knaven e Nicolas Portal.
A equipa conta assim mesmo com a colaboração do nutricionista Nigel Mitchell, quem ao igual que o doutor Peters tinha trabalhado anteriormente tanto com o ciclista Bradley Wiggins como com a exitosa equipa britânica de ciclismo em pista dirigido pelo próprio Brailsford.
| Posto                     | Nome             | Pertence      |
| ------------------------- | ---------------- | ------------- |
| Mánager general           | Dave Brailsford  | 2010-presente |
| Director de rendimento    | Shane Sutton     | 2010-presente |
| Director de operações     | Carsten Jeppesen | 2010-presente |
| Chefe médico e psiquiatra | Steve Peters     | 2010-presente |
| Treinador chefe           | Rod Ellingworth  | 2010-presente |
| Treinador de competição   | Xabier Artetxe   | 2015-presente |
| Treinador                 | Kurt Bogaerts    | 2021-presente |
| Director desportivo       | Servais Knaven   | 2011-presente |
| Director desportivo       | Gabriel Rasch    | 2014-presente |
| Director desportivo       | Xabier Zandio    | 2017-presente |
| Director desportivo       | Matteo Tosatto   | 2017-presente |
| Director desportivo       | Brett Lancaster  | 2017-presente |

Anteriores
| Posto                         | Nome              | Pertence        |
| ----------------------------- | ----------------- | --------------- |
| Director desportivo principal | Scott Sunderland  | 2010 (até maio) |
| Treinador de competição       | Bobby Julich      | 2011-2013       |
| Director desportivo           | Steven de Jongh   | 2010-2012       |
| Director desportivo           | Marcus Ljungqvist | 2010-2014       |
| Director desportivo principal | Sean Yates        | 2010-2014       |

## Acordo com McLaren

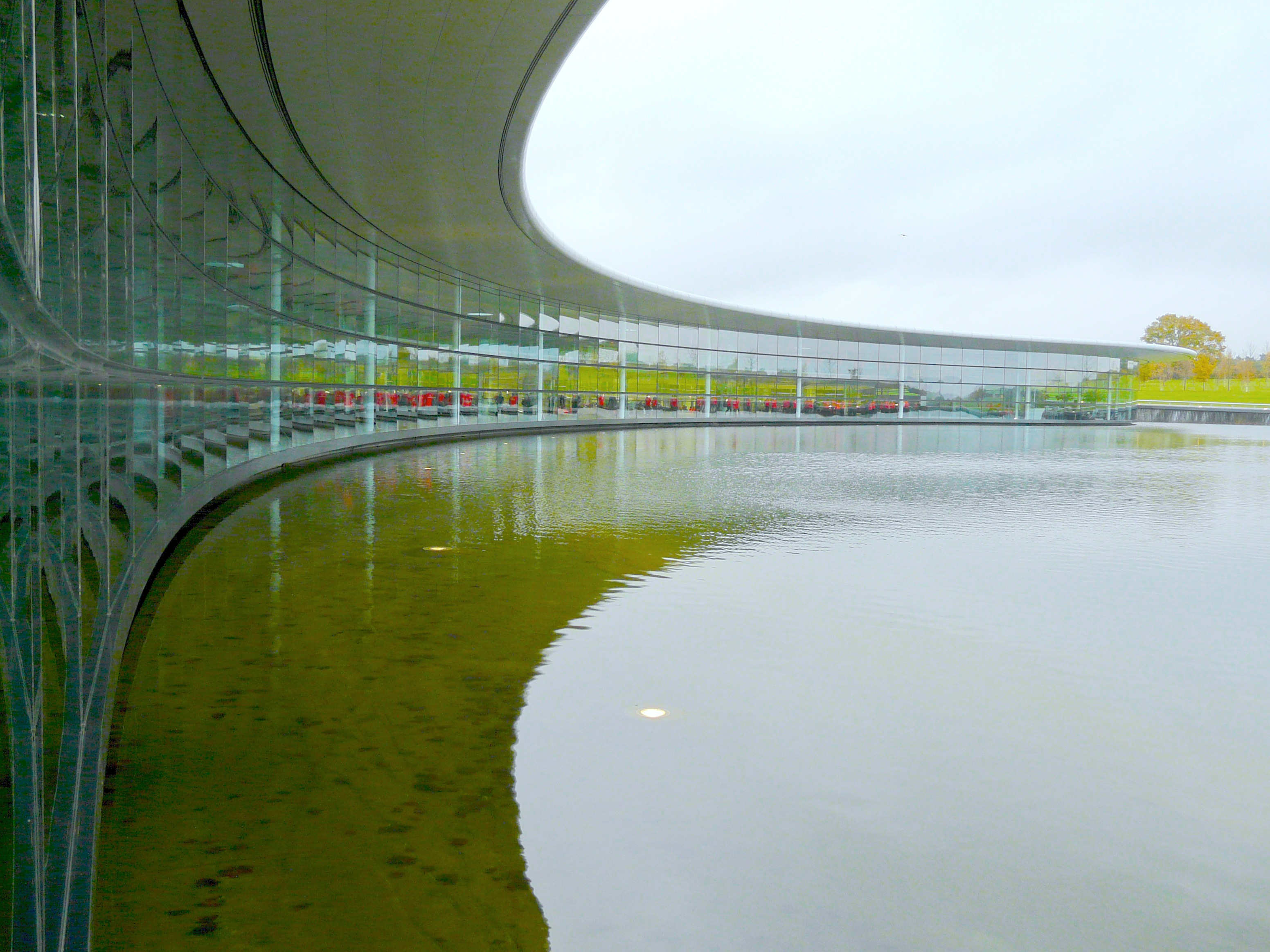
Sede de McLaren

A equipa tem um acordo de colaboração com a escuderia britânica de Fórmula 1 McLaren, um das equipas mais ganhadoras da categoria rainha do automobilismo, segundo o qual poderá utilizar as instalações da escuderia em Woking  (Surrey, Inglaterra) e seus conhecimentos em diversas áreas: aerodinâmica, telemetria, simulações.

## Classificações UCI
A equipa tem integrado as classificações do UCI World Ranking e UCI World Tour, conseguindo estas classificações:
| Ano  | Classificação por equipas | Melhor corredor        | Posição |
| 2010 | 15.º                      | Edvald Boasson Hagen   | 18.º    |
| 2011 | 2.º                       | Bradley Wiggins        | 9.º     |
| 2012 | 1.º                       | Bradley Wiggins        | 2.º     |
| 2013 | 2.º                       | Chris Froome           | 2.º     |
| 2014 | 9.º                       | Chris Froome           | 7.º     |
| 2015 | 3.º                       | Chris Froome           | 6.º     |
| 2016 | 3.º                       | Chris Froome           | 3.º     |
| 2017 | 1.º                       | Chris Froome           | 2.º     |
| 2018 | 2.º                       | Geraint Thomas         | 4.º     |
| 2019 | 6.º                       | Egan Bernal            | 4.º     |
| 2020 | 4.º                       | Richard Carapaz        | 11.º    |
| 2021 | 2.º                       | Egan Bernal            | 5.º     |
| 2022 | 3.º                       | Daniel Felipe Martínez | 15.º    |

## Palmarés
Para anos anteriores, veja-se Palmarés da Team INEOS

### Palmarés 2023

#### UCI WorldTour
| Datas       | Corridas                             | Vencedor       |
| 4 de março  | Strade Bianche                       | Thomas Pidcock |
| 6 de março  | 1.ª etapa da Tirreno-Adriático (CRI) | Filippo Ganna  |
| 3 de abril  | 1.ª etapa da Volta ao País Basco     | Ethan Hayter   |
| 27 de abril | 2.ª etapa do Volta à Romandia        | Ethan Hayter   |

#### UCI ProSeries
| Datas           | Corridas                                   | Vencedor               |
| 4 de fevereiro  | 4.ª etapa da Volta à Comunidade Valenciana | Tao Geoghegan Hart     |
| 18 de fevereiro | 4.ª etapa da Volta ao Algarve              | Thomas Pidcock         |
| 19 de fevereiro | 5.ª etapa da Volta à Andaluzia             | Omar Fraile            |
| 19 de fevereiro | Volta ao Algarve                           | Daniel Felipe Martínez |
| 17 de abril     | 1.ª etapa do Tour dos Alpes                | Tao Geoghegan Hart     |
| 18 de abril     | 2.ª etapa do Tour dos Alpes                | Tao Geoghegan Hart     |
| 21 de abril     | Tour dos Alpes                             | Tao Geoghegan Hart     |
| 26 de maio      | Prólogo do Tour da Noruega (CRI)           | Ben Tulett             |
| 29 de maio      | Tour da Noruega                            | Ben Tulett             |

#### Circuitos Continentais da UCI
| Datas           | Circuito                | Corridas       | Vencedor   |
| 11 de fevereiro | UCI Europe Tour de 2023 | Volta a Múrcia | Ben Turner |

#### Campeonatos nacionais
| Datas        | Corridas                           | Vencedor   |
| 8 de janeiro | Campeonato da Austrália em Estrada | Luke Plapp |

## Elenco
Para anos anteriores, veja-se Elencos da Team INEOS

### Elenco de 2023
| Nome                   | Nascimento | Nacionalidade  | Equipa de 2022               |
| Thymen Arensman        | 04/12/1999 | Países Baixos  | Team DSM                     |
| Egan Bernal            | 13/01/1997 | Colômbia       | Ineos Grenadiers             |
| Jonathan Castroviejo   | 27/04/1987 | Espanha        | Ineos Grenadiers             |
| Laurens De Plus        | 04/09/1995 | Bélgica        | Ineos Grenadiers             |
| Omar Fraile            | 17/07/1990 | Espanha        | Ineos Grenadiers             |
| Filippo Ganna          | 25/07/1996 | Itália         | Ineos Grenadiers             |
| Tao Geoghegan Hart     | 30/03/1995 | Reino Unido    | Ineos Grenadiers             |
| Ethan Hayter           | 18/09/1998 | Reino Unido    | Ineos Grenadiers             |
| Leo Hayter             | 10/08/2001 | Reino Unido    | Ineos Grenadiers (stagiaire) |
| Kim Heiduk             | 03/03/2000 | Alemanha       | Ineos Grenadiers             |
| Michał Kwiatkowski     | 02/06/1990 | Polónia        | Ineos Grenadiers             |
| Michael Leonard        | 26/03/2004 | Canadá         | Neoprofissional              |
| Daniel Felipe Martínez | 25/04/1996 | Colômbia       | Ineos Grenadiers             |
| Jhonatan Narváez       | 04/03/1997 | Equador        | Ineos Grenadiers             |
| Thomas Pidcock         | 30/07/1999 | Reino Unido    | Ineos Grenadiers             |
| Luke Plapp             | 25/12/2000 | Austrália      | Ineos Grenadiers             |
| Salvatore Puccio       | 31/08/1989 | Itália         | Ineos Grenadiers             |
| Brandon Rivera         | 21/03/1996 | Colômbia       | Ineos Grenadiers             |
| Carlos Rodríguez       | 02/02/2001 | Espanha        | Ineos Grenadiers             |
| Luke Rowe              | 10/03/1990 | Reino Unido    | Ineos Grenadiers             |
| Magnus Sheffield       | 19/04/2002 | Estados Unidos | Ineos Grenadiers             |
| Pavel Sivakov          | 11/07/1997 | França         | Ineos Grenadiers             |
| Ben Swift              | 05/11/1987 | Reino Unido    | Ineos Grenadiers             |
| Connor Swift           | 30/10/1995 | Reino Unido    | Arkéa Samsic                 |
| Joshua Tarling         | 15/02/2004 | Reino Unido    | Neoprofissional              |
| Geraint Thomas         | 25/05/1986 | Reino Unido    | Ineos Grenadiers             |
| Ben Tulett             | 26/08/2001 | Reino Unido    | Ineos Grenadiers             |
| Ben Turner             | 28/05/1999 | Reino Unido    | Ineos Grenadiers             |
| Elia Viviani           | 07/02/1989 | Itália         | Ineos Grenadiers             |
| Cameron Wurf           | 03/08/1983 | Austrália      | Ineos Grenadiers             |